# Chaldia
Chaldia fu uno dei themata dell'Impero Bizantino.

## Estensione del thema della Chaldia
Questo tema si trovava nell'Asia minore, a Trebisonda. Durante il X secolo era undicesimo su trentuno in ordine di importanza nell'Impero Bizantino, e forniva all'Impero moltissimi catafratti, era il più grande pascolo di cavalli dell'Impero Bizantino. Il suo strategos guadagnava dieci libbre d'oro all'anno. Il capoluogo di questo thema era Trebisonda

## Storia
Con l'istituzione del sistema tematico nella seconda metà del VII secolo, il territorio dell'ex Ponto Polemonico e parte dell'Armenia I, noto come Keltzene, entrò a far parte dell'Armeniakon. In origine era organizzata come turma (divisione) della Chaldia. Nell'840, forse già nell'824, fu riscritto come tema separato. I geografi arabi del IX e X secolo fanno affermazioni diverse sul tema: Ibn Khordadhbeh parla di 6 fortezze nel tema, Qudama ibn Ja'far di circa 4.000 soldati come milizia del tema, mentre Ibn al-Faqih riferisce che lo stratega comandante del tema ne aveva 10. Lo strategos di Chaldia riceveva 20 libbre d'oro come paga annuale, di cui la metà era pagata dallo Stato. L'altra metà era fornita dalle entrate fiscali, riscossa sui beni commerciali importati dall'Oriente. All'inizio del X secolo, il distretto di Keltzene fu sottratto al soggetto e aggiunto al nuovo soggetto della Mesopotamia.
Fino alle espansioni territoriali a est del X secolo, la Chaldia costituiva il confine nord-orientale dell'Impero bizantino. Nei periodi 1091/1095-1098 e 1126-1140 l'area era praticamente indipendente da Costantinopoli. Nel primo di questi periodi, la Chaldia era stata tagliata fuori dal resto del territorio bizantino dai Selgiuchidi e governata in modo quasi autonomo da Teodoro Gabras, mentre la seconda volta suo figlio, il Dux Costantino Gabras, si era ribellato all'imperatore Giovanni II Comneno. Dopo la dissoluzione dell'Impero bizantino nel corso della Quarta Crociata del 1204, il territorio entrò a far parte del nuovo Impero di Trebisonda. L'impero, tuttavia, si ridusse praticamente al territorio della Chaldia entro il XIV secolo. L'impero riuscì a sopravvivere più a lungo dell'Impero bizantino grazie alla sua posizione montuosa, a un esercito piccolo ma efficace e a una diplomazia ben congegnata, prima di cadere in mano all'Impero ottomano nel 1461. Anche in seguito, alcune fortezze di montagna resistettero agli Ottomani. La regione fu completamente sottomessa solo nel 1479, quando la fortezza di Golacha, ultimo avamposto cristiano in Asia Minore, cadde in mano ai turchi. Un gran numero di greci del Ponto rimase sulla costa del Mar Nero per tutta la durata dell'Impero Ottomano, finché non furono espulsi nel 1923.

## La storia della Chaldia
Inizialmente Chaldia faceva parte dell'Armeniakon. Questa regione cadde per mano degli arabi, nel 1180.